# Soréac
Soréac é uma comuna francesa na região administrativa de Occitânia, no departamento dos Altos Pirenéus. Estende-se por uma área de 2,31 km². Em 2010 a comuna tinha 44 habitantes (densidade: 19 hab./km²).